# Грязев, Анатолий Дмитриевич
Грязев Анатолий Дмитриевич — украинский политик. Бывший народный депутат Украины.
Родился 19 сентября 1941 (село Ярок, Мичуринский район, Тамбовская область, Россия); русский; жена Тамара Федоровна (1945) — домохозяйка; сын Сергей (1966) — врач; сын Виктор (1972) — тренер; дочь Елена (1981) — преподаватель;

## Образование
Мичуринский плодоовощной институт (1963–1968), ученый-агроном.

## Трудовая деятельность
- 1959 — бригадир-овощевод совхоза № 3 Крымконсервтреста.
- 1960–1963 — служба в армии.
- 1963–1968 — студент Мичуринского плодоовощного института.
- 1968–1971 — главный агроном совхоза «Рогозовский» Бориспольского района Киевской области.
- 1971–1975 — директор совхоза «Гоголевский» Броварского района Киевской области.
- 1975–1980 — второй секретарь, первый секретарь Броварского горкома КПУ.
- 1980–1981 — директор Дарницкого спецтреста овоще-молочных совхозов.
- 1982–1986 — главный специалист, начальник подотдела Госплана УССР.
- 1986–1991 — заместитель председателя агропромышленного комитета Киевской области.
- 1992–1996 — начальник подотдела Министерства экономики Украины.
- С 1996 — пенсионер.
- 1998–2001 — помощник-консультант народного депутата Украины.

Народный депутат Украины 4-го созыва с апреля 2002 до апреля 2006 от СПУ, № 12 в списке. На время выборов: пенсионер, член СПУ. Уполномоченный представитель фракции СПУ (с мая 2002). Член Комитета по вопросам экологической политики, природопользования и ликвидации последствий Чернобыльской катастрофы (с июня 2002).
Член Социалистической партии Украины (с ноября 1991). Был первым секретарем Киевского обкома СПУ, членом политисполкома Политсовета СПУ (с мая 2000).
Участник ликвидации последствий аварии на ЧАЭС.

## Награды
- Ордена Трудового Красного Знамени (дважды)
- «Знак Почета», 3 медали.

## Ссылка
- сайт ВРУ